# جياني سوليناس
مدرب إيطالي ولده ب25 ديميسبر 1965 بدا تجربته في عالم التدريب مع فريق وفاق سطيف في صيف 2010 خلفا لنور الدين زكري الذي عمل معه كمحضر بدني سابقا في نفس الفريق، حقق نتائج طيبة، ثم قدم استقالته بعد الفوز بلقب اتحاد شمال أفريقيا لاندية البطلة بطريقة مفاجئة، وحسب المصادر المؤكدة انه غادر الجزائر متوجها نحو إيطاليا بلده الاصلي لتشوقه له ولمرض ابنته عاد بعدها مجددا إلى الجزائر ليدرب شباب بلوزداد في اوت 2011 لكنه لم يستمر مع الفريق لسوء النتائج، ليعود مجددا في جانفي لكن من بوابة فريق شبيبة بجاية خلفا للفرنسي الآن ميشال وتمكن من تحقيق الهدف المنشود الا وهو ضمان البقاء. ليتف من جديد في بداية موسم 2013/2014 مع فريق مولودية وهران لموسم واحد اين حقق انطلاقة جيدة ليتم الطلاق بين الطرفين بعد اقل من أربعة أشهر نظرا لتراجع النتائج

## وصلات خارجية
- جياني سوليناس على موقع قاعدة بيانات كرة القدم.إي يو (الإنجليزية)